# 约翰·皮姆

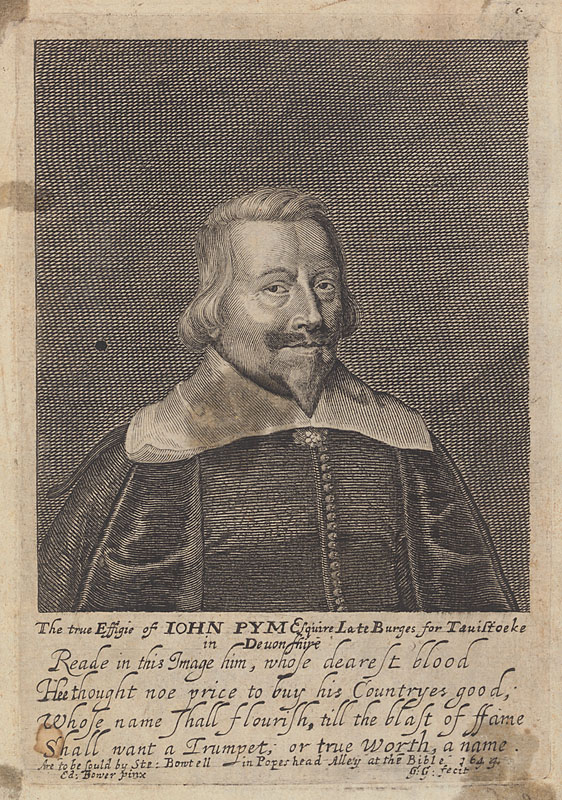
约翰·皮姆

约翰·皮姆（英語：John Pym，1584年5月20日—1643年12月8日）是英格蘭政治家，出生於薩默塞特郡。曾在牛津大學和中殿法學協會學習。1614年進入英格蘭國會下議院，政治傾向為反對國王。曾反對國王詹姆斯一世未經國會同意征稅而被捕。長期議會召開後，皮姆成為反對派領袖。1640年11月11日，皮姆帶領300名議員來到上議院，以叛國罪彈劾斯特拉福伯爵，最終斯特拉福伯爵被判死刑。1641年，提出《大抗議書》。1642年1月，國王查理一世準備逮捕皮姆，皮姆被迫逃到倫敦城內避難。後倫敦發生抗議國王的活動，國王逃出倫敦後，皮姆才回到國會。